# 동서식품
동서식품(東西食品)은 인스턴트 커피와 시리얼을 생산하는 대한민국의 식품 전문 기업이다.

## 사업 현황

동서식품 남부지점

동서식품은 1968년 5월 23일에 설립되었다. 1970년 6월, 미국 제너럴 푸즈와 기술제휴를 해 인스턴트 커피 브랜드인 《맥스웰 하우스》를 대한민국에 처음 들여와 생산·판매하기 시작하였다. 1974년에는 대한민국 최초의 식물성 커피 크리머 《프리마》를 자체 생산하였고, 1976년 12월에는 세계 최초로 커피믹스를 개발하였다.
1980년에는 크래프트 푸즈의 커피 브랜드 《맥심》을 도입하였다. 이후 《맥심 모카골드》에서는 대한민국 최초로 스틱 형태의 커피믹스를 선보이며 개개인의 취향에 따라 설탕량을 조절할 수 있는 아이디어를 도입했다.
동서식품은 또한, 원두커피를 선호하는 트렌드에 초점을 맞춰 2011년 10월에 원두커피 믹스 《카누》를 출시했다. 이는 원두 맛과 향을 잘 발현시키기 위해 인스턴트 커피보다 상대적으로 낮은 온도와 압력으로 추출하는 LTMS(Low Temperature Multi Stage)  추출법을 적용해 만들어졌다고 밝히고 있다. 이 제품은 해마다 두 자릿 수의 고성장을 이어가며 대한민국 인스턴트 원두 커피 시장의 선두로 자리 잡았다. 2000년대에도 《맥심》은 대한민국의 인스턴트 커피 시장에서 75~80%의 점유율을 유지해왔다.

## 지분 관계
일부에는 동서식품이 순수한 대한민국회사로 알려졌으나 제너럴 푸즈를 인수한 크래프트 푸즈가 지분의 반을 보유하고 있고, 맥심·맥스웰하우스의 상표도 크래프트 푸즈의 소유이기 때문에 일부 로열티를 크래프트 푸즈에 지급하고 있다. 그외에도 해외 수출에 있어서는 《맥심》이 크래프트푸즈사의 소유이고 동서식품이 《맥심》이란 브랜드를 빌려쓰고 있는 상황이기 때문에 대한민국에서만 사용할 수 있도록 계약 되어있다. 하지만 자체 생산의 《프리마》는 20여년 동안 해외에서 성공적인 판매 실적을 기록하며 2012년에는 6300만 달러의 수출 실적을 올렸으며, 동남아시아, 러시아, 중앙아시아 등 총 27개국에 수출되고 있다.
동서식품은 커피, 녹차, 홍차, 벌꿀 등도 생산하며, 크래프트 푸즈의 국제적인 브랜드 제품도 도입하여 판매하고 있다.
주식회사 동서는 동서식품의 지분 50%를 소유하고 있는 지주회사다. 지주회사 격이지 공정거래법상 지주회사는 아니다.
2012년에는 크래프트 푸즈를 커피, 시리얼, 제과류 사업 분야와 글로벌 사업 분야 신설회사인 몬덜리즈 인터내셔널(Mondelēz International)로 분사하면서 대한민국 시장에는 아직까지 로열티 지분관계는 그대로 유지하고 있다.

## 연혁
- 1968년 5월 - 동서식품 주식회사 설립
- 1970년 6월 - 미국 제너럴 푸즈와 커피 제조 기술 도입 계약 체결
- 1970년 9월 - 인천 제1공장 공장동 건물 및 부속건물 준공
- 1970년 9월 - 동서식품 최초의 제품 맥스웰하우스 레규라 그라인드 커피 생산판매 개시
- 1970년 12월 - 맥스웰하우스 인스턴트 커피 생산판매 개시
- 1974년 12월 - 독자 기술로 개발을 한 식물성 커피프림 프리마 생산 개시
- 1975년 12월 - 회사 설립후 최초로 호주에 인스턴트 커피 50톤 수출
- 1976년 12월 - 세계 최초의 커피믹스 개발, 생산판매 실시
- 1977년 12월 - 탱, 쿨에이드 기술도입계약 체결
- 1978년 1월 - 자동판매기용 커피 생산판매 실시
- 1978년 2월 - 액상 프리마 신발매
- 1978년 2월 - 생크림 생산판매
- 1978년 9월 - 인천 제1공장 공장동에 냉동건조커피 기계 도입
- 1978년 10월 - 맥심, 맥스웰 그래뉼, 맥스웰 상카 기술도입 계약 체결
- 1978년 11월 - 냉동건조커피 기술 개발
- 1980년 10월 - 냉동건조커피 맥심 생산판매 개시
- 1982년 4월 - 프리마 동남아 첫 수출
- 1982년 12월 - 인천 효성동에 세계 최대 규모의 커피 크리머 공장 준공
- 1984년 9월 - 충무로2가 위치을 한 커피다방 경영을 다향하게 한곳에서 동서식품의 부설 맥스웰 센터 개설
- 1984년 11월 - 100만불 수출탑 수상 (수출산업공단 이사장)
- 1985년 6월 - 동서식품 현 CI 사용 (상징물인 사과로 결정이 되었다.)
- 1985년 11월 - 제너럴 푸즈와 공동으로 85서울마케팅 세미나 개최
- 1985년 11월 - 1회용 보리차 동서보리차 신발매
- 1985년 12월 - 86아시안게임 및 88서울올림픽 공식후원사 지정업체 선정
- 1986년 12월 - 맥심 커피 미국에 수출 및 식품 수출 유공자 표창
- 1987년 10월 - 우유사업 진출[9]
- 1987년 11월 - 런던 국제 광고 시상식 음료부분 입상 및 동서식품 도쿄 사무소 개소
- 1988년 8월 - 다단식분무건조커피 생산 판매개시
- 1988년 12월 - 맥심 전제품 리뉴얼
- 1989년 10월 - 제1회 동서 커피문학상 시상식 개최
- 1992년 1월 - 전국 19개 영업소 명칭을 지점으로, 출장소를 영업소로 각각 승격
- 1992년 3월 - 93대전엑스포 공식후원사 지정업체 선정
- 1992년 4월 - 맥스웰 판매 100주년 기념 사은판촉 행사
- 1992년 12월 - 맥심 커피 유럽에 수출
- 1993년 1월 - 서울 사무소에서 마포 동서빌딩으로 이전
- 1993년 4월 - 맥심 220g 한정판매 개시
- 1993년 8월 - 커피 유럽 수출 개시
- 1994년 7월 - 94 히로시마 아시안게임 공식후원 한국 커피 지정
- 1994년 9월 - 맥심 커피 콜럼비아, 브라질, 킬리만자로 수출
- 1995년 5월 - 기술제휴사인 제너럴 푸즈에서 크래프트 푸즈으로 변경
- 1995년 7월 - 벌꿀제품 특허 등록
- 1996년 2월 - 전년도 11월 발생한 '우유파동' 이후 판매부진 등으로 큰 어려움을 겪어오자 유가공사업 철수[10]
- 1996년 5월 - 동서식품 지주회사인 주식회사 동서 설립
- 1998년 2월 - 맥심 커피 유럽 수출
- 2001년 3월 - 맥심 커피 및 맥스웰하우스 캔커피 대한민국 파워 브랜드 1위
- 2001년 11월 - 박현기 전무 2001 대한민국 광고대회 대통령상 표창
- 2004년 2월 - 진천물류센터 준공
- 2005년 10월 - 스타벅스 프리미엄 액상커피음료 수입/제조/판매 관련 라이센스 계약 체결
- 2006년 11월 - 스타벅스 더블샷 에스프레소 발매
- 2007년 3월 - 맥심 아라비카100 출시
- 2011년 10월 – 인스턴트 원두커피 맥심 카누 기자 간담회 실시
- 2010년 11월 - 국내생산 오레오 출시
- 2011년 3월 - 日 아지노모도AGF에 170만불 커피 수출 계약, 맥스웰하우스 리뉴얼 출시, 맥심 그랑누아 출시, 아이스티 티오 음료 출시

- 2012년 1월 - 크래프트 푸즈의 커피, 시리얼, 제과류 사업분야 글로벌 사업은 신설회사인 몬덜리즈 인터내셔널 분사
- 2012년 12월 – 제49회 무역의 날, 5천만 불 수출의 탑 수상
- 2013년 3월 – 제47회 납세자의 날, 정부산업포장 수상
- 2013년 5월 – FAME 2013, 음료부문 은상 및 베스트 인사이트 부문 동상 수상(맥심 카누)
- 2013년 12월 – 제18회 소비자의 날, 대통령 표창 수상
- 2014년 4월 – APAC Effie Awards 2014, 신규 제품 및 서비스 부문 금상 수상(맥심 카누)
- 2016년 2월 – 맥스웰하우스 캔커피, 독일 ‘iF 디자인 어워드’ 수상
- 2016년 6월 - 맥스웰하우스 콜롬비아나 출시
- 2016년 7월 – 맥심 티오피 콜드브루 2종 출시
- 2016년 8월 – 리츠 크래커 및 리크 샌드위치 크래커 출시
- 2017년 1월 - 동서식품, ‘카누 라떼(KANU LATTE)’ 출시
- 2017년 2월 – 맑은티엔, 독일 ‘iF 디자인 어워드’ 본상 수상
- 2017년 3월 – 콜롬비아 수출관광해외투자진흥청으로부터 공로패 수상
- 2017년 7월 - 동서식품, ‘맥심 티오피(T.O.P)’ 컵커피 출시
- 2017년 10월 - 맥심 6차 리스테이지 실시
- 2017년 11월 - 맥심 모카골드 심플라떼 출시
- 2017년 12월 – 제54회 무역의 날, 7천만불 수출의 탑 수상
- 2018년 4월 – 브랜드 체험공간 ‘맥심플랜트’ 오픈
- 2018년 7월 – 포스트 골든 그래놀라 아몬드빈, 골든 그래놀라 밀크바 출시
- 2018년 9월 – 포스트 그래놀라 ‘센서리 지퍼백’ 패키지 도입
- 2018년 11월 – 2018 메세나대상 대통령표창 수상
- 2018년 12월 – 프리미엄 인스턴트 원두커피 ‘맥심 카누 시그니처’ 출시
- 2019년 4월 – 원두커피 ‘맥심 시그니처 블렌드’ 5종, ‘맥심 싱글 오리진’ 3종 출시
- 2019년 10월 – 포스트 화이버 오트밀 3종 출시
- 2020년 5월 - 부평1,2 공장 스마트 팩토리 가동개시
- 2021년 12월 - 창원공장 기후변화 대응 및 온실가스 감축 (산업통상자원부 장관 표창 수상)
- 2022년 7월 - 창원공장 스마트 팩토리 가동개시

## 브랜드
- 맥심
  - 맥심 오리지날
  - 맥심 모카골드
  - 맥심 아라비카 100
  - 맥심 디카페인

- 맥스웰하우스
  - 맥스웰하우스 화인

맥심 커피믹스
- 맥심
  - 맥심 모카골드 마일드 커피믹스
  - 맥심 모카골드 라이트
  - 맥심 모카골드 심플라떼
  - 맥심 화이트콜드 커피믹스
  - 맥심 아라키바 100 커피믹스
  - 맥심 디카페인 커피믹스
  - 맥심 오리지날 커피믹스

- 맥심 부드러운 블랙믹스
  - 맥심 오리지날 부드러운 블랙믹스
  - 맥심 모카골드 부드러운 블랙믹스
  - 맥심 아라비카 100 부드러운 블랙믹스

- 맥심 아이스
  - 맥심 아이스 커피믹스
  - 맥심 아이스 블랙 커피믹스

- 맥심 카페
  - 맥심 모카라떼
  - 맥심 카라멜향 마키아또
  - 맥심 카푸치노 바닐라향
  - 맥심 카푸치노 헤이즐넛향

- 맥스웰하우스
  - 맥스웰하우스 오리지날 커피믹스
  - 맥스웰하우스 마일드 커피믹스

인스턴트 원두커피
- 맥심 카누
  - 카누 다크로스트 아메리카노
  - 카누 다크로스트 스위트 아메리카노
  - 카누 마일드로스트 아메리카노
  - 카누 마일드로스트 스위트 아메리카노
  - 카누미니 다크로스트 아메리카노
  - 카누미니 다크로스트 스위트 아메리카노
  - 카누미니 마일드로스트 아메리카노
  - 카누미니 마일드로스트 스위트 아메리카노
  - 카누 라떼
  - 카누 더블샷 라떼
  - 카누 티라미수 라떼
  - 카누 바닐라 라떼
  - 카누 디카페인
  - 카누미니 디카페인
  - 카누 디카페인 라떼
  - 카누 아이스블렌드 아메리카노
  - 카누 아이스 라떼

- 맥심 카누 시그니처
  - 카누 시그니처 미디엄로스트
  - 카누 시그니처 다크로스트
  - 카누 시그니처 미니 미디엄로스트
  - 카누 시그니처 미니 다크로스트

원두(분쇄) 커피
- 맥심
  - 맥심 시그니처 블렌드 5종
  - 맥심 싱글 오리진 3종
  - 맥심 드립백 3종

- 맥스웰하우스
  - 맥스웰하우스 원두커피 오리지날골드
  - 맥스웰하우스 원두커피 맥스골드
  - 맥스웰하우스 원두커피 프렌치로스트
  - 맥스웰하우스 원두커피 아메리카노
  - 맥스웰하우스 원두커피 에스프레소
  - 맥스웰하우스 카피시오
  - 맥스웰하우스 원두분쇄커피 호텔 로스트
  - 맥스웰하우스 원두분쇄커피 아메리카노
  - 맥스웰하우스 원두분쇄커피 헤이즐넛향
  - 맥스웰하우스 원두분쇄커피 아메리칸 로스트
  - 맥스웰하우스 원두분쇄커피 유러피안 로스트

RTD
- 맥스웰하우스
  - 맥스웰하우스 싱글카페
  - 맥스웰하우스 싱글카페 카푸치노
  - 맥스웰하우스 콜롬비아나 스위트아메리카노
  - 맥스웰하우스 콜롬비아나 카페라떼
  - 맥스웰하우스 콜롬비아나 오리지날 블랙
  - 맥스웰하우스 콜롬비아나 마스터 블랙
  - 맥스웰하우스 콜롬비아나 마스터 라떼

- 맥심 티오피
  - 티오피 더블랙
  - 티오피 스위트 아메리카노
  - 티오피 마스터 라떼
  - 심플리스무스 스위트 아메리카노
  - 심플리스무스 라떼
  - 심플리스무스 블랙
  - 티오피 심플리스무스 로스티 블랙
  - 티오피 심플리스무스 로스티 라떼
  - 티오피 마일드 에스프레소 라떼
  - 티오피 볼드 에스프레소 라떼
  - 티오피 트루 에스프레소 블랙
  - 티오피 트리플 에스프레소 라떼

타시모
- 머신
  - 타시모 T42
  - 타시모 T12

- 티디스크
  - 타시모 게발리아 카푸치노
  - 타시모 게발리아 다크 아메리카노
  - 타시모 카페 하그 디카페인 아메리카노
  - 타시모 야콥스 에스프레소 클래식
  - 타시모 야콥스 크뢰눙 XL
  - 타시모 켄코 아메리카노 그란데
  - 타시모 오레오 핫초코

스타벅스
- 프라푸치노
  - 스타벅스 프라푸치노
  - 스타벅스 프라푸치노 모카
  - 스타벅스 프라푸치노 카라멜향
  - 스타벅스 프라푸치노 블랙티

- 더블샷
  - 스타벅스 더블샷 아메리카노
  - 스타벅스 더블샷 에스프레소 & 크림

- 컵커피
  - 스타벅스 스무스 아메리카노
  - 스타벅스 카페 라떼
  - 스타벅스 에스프레소
  - 스타벅스 스키니 라떼

- 캔커피
  - 파이크 플레이스 로스트 블랙커피
  - 파이크 플레이스 로스트 스위트 블랙커피
  - 스타벅스 시그니처 초콜릿

- 페트커피
  - 스타벅스 콜드브루 블랙
  - 스타벅스 콜드브루 WITH 밀크

커피 프리마
- 프리마
- 프리마 웰빙 1/2 라이트
- 휘핑 프리마

홍차
- 타라
  - 타라 프레시 딜라잇
  - 타라 퍼스트 데이트
  - 타라 클래식 잉글리시 브렉퍼스트
  - 타라 클래식 얼그레이
  - 타라 클래식 다즐링
  - 타라 클래식 녹차
  - 타라 클래식 망고피치향

차
- 기호성차
  - 동서 현미녹차
  - 동서 현미 지리산 가루녹차
  - 동서 둥굴레차
  - 동서 메밀차
  - 동서 루이보스 보리차
  - 동서 도라지 작두콩차
  - 동서 구기자차
  - 동서 자색옥수수차

- 식수용차
  - 동서 보리차
  - 동서 엄마순 보리차
  - 동서 옥수수차
  - 동서 결명자차
  - 동서 오곡차
  - 동서 둥굴레차

- 음료
  - 동서 맑은티엔 보리
  - 동서 맑은티엔 옥수수

아이스티
- 파우더
  - 아이스티 티오 복숭아맛
  - 아이스티 티오 레몬맛
  - 아이스티 티오 블루베리맛
  - 아이스티 티오 애플맛

미떼
- 핫초코 미떼 오리지날
- 핫초코 미떼 마일드
- 핫초코 미떼 티라미수
- 핫초코 미떼 화이트 초코

제티
- 파우더
  - 제티 쵸코렛맛
  - 제티 딸기맛
  - 제티 바나나맛
  - 제티 쿠키앤쵸코
  - 제티펀 초코 마시멜로

- 음료
  - 제티 쵸코렛맛 드링크

- 스트로
  - 제티 초콕 초코렛맛
  - 제티 초콕 딸기맛
  - 제티 초콕 쿠키앤쵸코
  - 제티 초콕 바나나맛

포스트
- 어린이용
  - 콘푸라이트
  - 콘푸라이트 1/3 라이트
  - 쵸코 후레이크
  - 오곡 코코볼
  - 오곡 코코볼 정글탐험대
  - 허니오즈
  - 오레오 오즈
  - 오레오 오즈 레드
  - 피넛버터 오즈

- 어른용
  - 콘후레이크
  - 통곡물 건강한 칠곡
  - 고소한 현미

- 가족용
  - 고소한 아몬드 후레이크
  - 그래놀라 크랜베리 아몬드
  - 그래놀라 블루베리
  - 그래놀라 카카오호두
  - 골든그래놀라 크런치
  - 골든그래놀라 후르츠
  - 골든그래놀라 아몬드빈
  - 골든그래놀라 레드빈 그린티
  - 포스트 화이버 오트밀 오리지널
  - 포스트 화이버 오트밀 너트앤오트
  - 포스트 화이버 오트밀 애플모닝

- 시리얼바
  - 콘푸라이트바
  - 콘푸라이트 베리요거트바
  - 골든그래놀라바
  - 오곡코코볼바

- 체중조절용
  - 라이스앤 프로틴 시리얼

비스킷
- 오레오
  - 오레오 화이트크림
  - 오레오 레드벨벳
  - 오레오 초콜릿크림
  - 오레오 딸기크림
  - 오레오 더블딜라이트
  - 오레오 솔티드 카라멜
  - 골든 오레오
  - 오레오 파티팩
  - 오레오 웨하스 스틱 초코
  - 오레오 웨하스 스틱 화이트
  - 오레오 씬즈 티라미수
  - 오레오 씬즈 바닐라무스
  - 오레오 씬즈 라즈베리 무스

- 리츠
  - 리츠 크래커
  - 리츠 샌드위치 크래커 치즈
  - 리츠 샌드위치 크래커 레몬

드링크
- 레드불
  - 레드불 250ml
  - 레드불 355ml

치즈
- 필라델피아 크림치즈
  - 필라델피아 크림치즈 200g 3종

벌꿀
- 동서 벌꿀 아카시아꿀
- 동서 벌꿀 다화꿀

## 마케팅 및 홍보
- 동서식품은 대표 제품인 맥심 커피의 마케팅 및 홍보 활동에 그동안 이순재, 안성기, 이미숙, 한석규, 황수정, 송윤아, 심은하, 이나영, 이정재, 이미연, 김정은, 박해일, 장동건, 수애, 조인성, 원빈, 신민아, 고현정, 김연아, 공유, 정우성, 임수정, 송중기, 김우빈, 황정민, 백종원, 조정석, 박보영 등 톱 연예인만을 기용해 화제를 모았다. 현재는 이나영, 원빈, 김연아, 공유, 공효진, 유노윤호 등이 모델로 활약하고 있다.
- 특히 안성기는 지난 1984년 동서식품과 인연을 맺은 후 36년째 끈끈한 관계를 유지하고 있다. 한 브랜드의 모델로는 최장수 기록이며, 또 이나영은 지난 2000년부터 여성 모델 중 가장 오랫동안 맥심 커피믹스 광고 모델로 동서식품 안에서도 가장 브랜드 이미지에 어울리는 모델로 꼽히고 있다. 이외에도 원빈은 맥심 티오피(2008년 ~ ), 김연아은 맥심 화이트골드 커피믹스(2012년 ~ ), 공유는 맥심 카누(2011년 ~ )의 장수 모델로 활약하고 있다.

## 사건사고

### 대장균군 오염 식품 재활용 사건
2014년 10월, 동서식품은 대장균군에 오염된 시리얼 제품을 폐기하지 않고 재활용하여 판매해온 것이 밝혀졌다. 오염된 시리얼은 '대장균'이라고 써져 있는 커다란 비닐 봉투에 모아 담아 살균한 뒤, 새 제품에 섞어 희석시켜 판매해왔다. 오염 제품은 새로 만들어진 시리얼에 10%씩 투입하라는 구체적인 지시도 공장 작업일지에서 발견되었다. 이는 단순 실수가 아닌 의도적이고 계획적인 행위였기 때문에 사회에 큰 충격을 주었다. 이러한 재활용 행위가 얼마나 오랜 기간 이루어졌는지는 아직 밝혀지지 않았다.
업체 관계자는 "시리얼은 뜨거운 바람으로 열풍 건조를 하기 때문에 살균처리하면 대장균군이 죽는다"며 문제가 없다는 입장이다. 식약청은 해당 제품의 유통 판매를 잠정 중단하고 시중에 유통되고 있는 제품들을 수거해 검사를 실시하였다. 식약처의 검사 결과 시리얼 최종 완제품에는 대장균군이 없는 것으로 밝혀졌지만, 2008년부터 실시되는 식약처의 위생 의무 규정에 따르면, 결과 검체 중 하나라도 세균에 오염된 것이 있으면 수량이나 규모에 상관없이 제품 전량을 즉각 회수 또는 폐기 조치하고 식약처에 보고해야 한다.
동서식품은 식품 원료 구입 단계에서부터 최종 소비 단계에 이르기까지의 위생 관리 생산공정을 공인해주는 '위해요소 중점관리기준(HACCP)' 인증을 받았지만, HACCP 기준과 식품위생법상 기준의 불일치로 인하여 대장균군 사태가 벌어졌다. 검찰은 동서식품과 대표이사 이광복 등 임직원 5명을 기소했다. 검찰이 불량식품 유통 관련해 기업 대표까지 기소한 건 이례적이다.
2015년 12월에 진행된 1심에서 재판부는 “판매 목적으로 만든 최종제품에서 문제가 발생했을 경우에만 식품위생법 위반에 해당하는데, 문제의 시리얼은 자체 검사와 폐기 절차를 남겨 놓은 상태였기 때문에 최종제품으로 볼 수 없어 식품위생법 위반에 해당하지 않는다”고 설명했다.

이어 “최종 포장까지 완료된 제품을 해체해 재가공하는 모든 행위가 특별히 다른 위생상 위해를 끼치는 것도 아니다”며 “열처리를 통해 미생물을 제거하는 과정을 두 차례 거쳤다는 이유만으로 그렇지 않은 경우보다 위생상 위험하다고 볼 수 없다”며 무죄를 선고했다.

2016년 11월, 항소심에서 재판부 역시 ‘최종 포장까지 완료해도 출고 전 자체 검사 단계를 거치는 이상 완전한 최종 제품이라 할 수 없다’는 1심 재판부의 판단과 다르지 않았다. 2017년 10월에 진행된 대법원 판결도 동서식품에 대해 무죄를 선고한 원심 판결을 확정했다.

한편, 식품의약품안전처가 동서식품이 생산한 시리얼 18개 전 품목에 대해 수거 검사한 결과 모든 제품에서 대장균군이 검출되지 않았다.

### 실리콘 이물질 혼입 맥심 모카골드 일부 회수 논란사건
2023년 4월, 동서식품은 맥심 모카골드 커피믹스 600g 등 8종 가운데 특정 유통기한이 표시된 제품에서 실리콘 재질 이물 혼입 가능성이 있는 것으로 나타났다.

## 같이 보기
- 주식회사 동서
- 몬덜리즈 인터내셔널
- 크래프트 하인즈